# Enallagma novaehispaniae
Enallagma novaehispaniae là một loài chuồn chuồn kim trong họ Coenagrionidae.
Enallagma novaehispaniae được Calvert miêu tả khoa học năm 1907.